# Islamische Militärkoalition
Die Islamische Militärkoalition (Islamic Military Counter Terrorism Coalition, IMCTC) wurde am 15. Dezember 2015 unter Führung von Saudi-Arabien gegründet. Ziel des militärischen Bündnisses, das zu Beginn aus 34 Mitgliedern bestand, ist die Bekämpfung von „jeder Form von Terrorismus“. Sitz der Vereinigung ist Riad, die Hauptstadt Saudi-Arabiens.

## Hintergrund
Seit 2004 befindet sich Jemen im Bürgerkrieg (Huthi-Konflikt). Nachdem die Huthi-Milizen mehrere Provinzen des Landes erobert hatten und auch Aden, die durch den jemenitischen Präsidenten Abed Rabbo Mansur Hadi ausgerufene Interimshauptstadt, an die Milizen zu fallen drohte, griff am 26. März 2015 Saudi-Arabien in den Konflikt ein und flog Luftangriffe gegen die Rebellen.
Im Rahmen des 2011 ausgebrochenen Bürgerkriegs in Syrien konnte der Islamische Staat (IS) weite Gegenden des Landes erobern, was dazu führte, dass u. a. mehrere NATO-Staaten und Russland Ziele in den vom IS besetzten Gebieten bombardierten und sich auch die Kurden in Nordsyrien gegen den IS verteidigten. Weitere Staaten Arabiens (z. B. Bahrain gegen die schiitische Opposition), Nordafrikas (z. B. Ägypten gegen die Muslimbrüder) und Vorderasiens (z. B. die Türkei gegen kurdische PKK) führten in ihren Ländern bzw. an ihren Grenzen militärische Aktionen durch.
So verkündete im Dezember 2015 der saudische Verteidigungsminister und Prinz Mohammed ibn Salman den Zusammenschluss von insgesamt 34 Nationen zum „Kampf gegen den Terror“.

## Mitglieder
Die meisten der Mitglieder haben eine muslimische Mehrheitsbevölkerung. Das gilt jedoch nicht für einige afrikanische Mitgliedsländer wie Benin, die Elfenbeinküste, Gabun und Togo. Andererseits fehlen unter den Mitgliedern bedeutende islamische Länder, wie Indonesien, das bevölkerungsreichste, und Algerien, das größte mehrheitlich islamische Land. Der Irak und der Iran, die beiden einzigen Länder mit schiitischer Mehrheit, gehören der Koalition ebenfalls nicht an.
Folgende 34 Staaten waren von Anfang an Mitglieder der Islamischen Militärkoalition:
- Ägypten
- Bahrain
- Bangladesch
- Benin
- Dschibuti
- Elfenbeinküste
- Gabun
- Guinea
- Jemen
- Jordanien
- Katar
- Komoren
- Kuwait
- Libanon
- Libyen
- Malaysia
- Malediven
- Mali
- Marokko
- Mauretanien
- Niger
- Nigeria
- Pakistan
- Palästina
- Saudi-Arabien
- Senegal
- Sierra Leone
- Somalia
- Sudan
- Togo
- Tschad
- Tunesien
- Türkei
- Vereinigte Arabische Emirate

Bis Mai 2019 schlossen sich weitere sieben Länder dem Bündnis an:
- Afghanistan
- Brunei
- Burkina Faso
- Gambia
- Guinea-Bissau
- Oman
- Uganda